# Страшимир Димитров (геолог)
Вижте пояснителната страница за други личности с името Страшимир Димитров.
Страшимир Георгиев Димитров е български геолог-петрограф, работил главно в областта на минералогията.

## Биография
Роден е в София на 10 август 1892 г. стар стил.
Завършва естествена история в Софийския университет „Свети Климент Охридски“ през 1914 г.
Специализира по петрография в Хайделбергския университет (1927 – 1928). Става асистент в Института по минералогия и петрография при СУ (1920), доцент (1937), професор (1941), академик (1947).
Ръководител е на Катедрата по минералогия и петрография (1941 – 1960) в СУ. Секретар е на отделението за геолого-географски и химически науки при БАН (1950 – 1959). Заместник-председател е на БАН (1959 – 1960). Чете курсове в СУ по минералогия и петрография, магмени и метаморфни скали в България.
Той е един от основателите на Българското геологическо дружество.
Умира през 1960 г.

## Избрани произведения
- Кристални форми и особености на минералите пирит, хематит, церусит, турмалин от някои техни находища у нас //  Годишник на Софийския университет. Физико-математически факултет. Книга 1; Annuaire de l'Universite de Sofia. Faculte Physico-mathematique 20 (3).   1924. с. 1-28. Посетен на 30 април 2025.
- Еруптивните скали над селата Сеславци и Бухово (Софийско) //  Годишник на Софийския университет. Физико-математически факултет. Книга 3 - Естествена история; Annuaire de l'Universite de Sofia. Faculte Physico-mathematique. Livre 3 - Sciences naturelles 31.   1935. с. 189-248. Посетен на 30 август 2024.
- Постижения и задачи на петрографските изучвания у нас (Встъпителна лекция, четена на 7. III. 1938 година //  Годишник на СУ, ФМФ 35 (3).   1939. с. 225-253. Посетен на 8 април 2024.

Автор е на университетски учебници: 
- „Кратък курс по петрография“
- „Минералогия“
- „Обща петрография“
- „Специална петрография“

## Признание
Минералът страшимирит е наречен в негова памет на личното му име. Удостоен е с високи отличия:
- Димитровска награда (май 1950 г.)
- орден „Народна република България“ I степен (1957, декември 1959 г.)